# Christopher Greenbury
Christopher Greenbury (né le 24 septembre 1951 en Angleterre et mort le 4 janvier 2007  aux États-Unis) est un monteur et producteur de cinéma britannique, ayant accompli une grande partie de sa carrière aux États-Unis.

## Filmographie

### Comme monteur
- 1979 : Les Muppets, le film (The Muppet Movie)
- 1980 : Where the Buffalo Roam
- 1982 : Some Kind of Hero
- 1982 : Il y a toujours de l'espoir pour ceux qui s'aiment (Liar's Moon)
- 1983 : Doctor Detroit
- 1983 : Smokey and the Bandit Part 3
- 1984 : La Fille en rouge (The Woman in Red)
- 1985 : Le Garçon qui venait du ciel (The Heavenly Kid)
- 1986 : Nuit de noce chez les fantômes (Haunted Honeymoon)
- 1987 : Three for the Road (en)
- 1988 : Le Prix d'une princesse (Options)
- 1991 : Y a-t-il un flic pour sauver le président ? (The Naked Gun 2½: The Smell of Fear)
- 1992 : Explosion immédiate (Live Wire)
- 1993 : Alarme fatale (Loaded Weapon 1)
- 1994 : Frank & Jesse
- 1994 : Dumb & Dumber
- 1995 : The Baby-Sitters Club (en)
- 1996 : Bio-Dome
- 1996 : Le Roi de la quille (Kingpin)
- 1997 : Sept semaines d'attente (Booty Call)
- 1998 : Mary à tout prix (There's Something About Mary)
- 1999 : Une fille qui a du chien (Lost & Found)
- 1999 : American Beauty
- 2000 : Fous d'Irène (Me, Myself & Irene)
- 2001 : Un amour à New York (Serendipity)
- 2001 : L'Amour extra-large (Shallow Hal)
- 2003 : Hôtesse à tout prix (View from the Top)
- 2003 : École paternelle (Daddy Day Care)
- 2003 : Deux en un (Stuck On You'')
- 2005 : Baby-Sittor (The Pacifier)
- 2005 : Treize a la douzaine 2 (Cheaper by the Dozen 2)
- 2006 : Gettin' It
- 2007 : Bande de sauvages (Wild Hogs)

### Comme acteur
- 1985 : Le Garçon qui venait du ciel (The Heavenly Kid) : l'homme au hot-dog
- 1987 : Three for the Road (en) de Bill L. Norton : Walter

### Comme producteur
- 1977 : Drôle de séducteur (The World's Greatest Lover)
- 1987 : Three for the Road (en)